# Zlínská radnice
Zlínská radnice se nachází na náměstí Míru ve Zlíně. Byla postavena v roce 1923 na místě starší vyhořelé renesanční radnice zlínským architektem Františkem Lydií Gahurou. V radnici sídlí Magistrát města Zlína.

## Historie

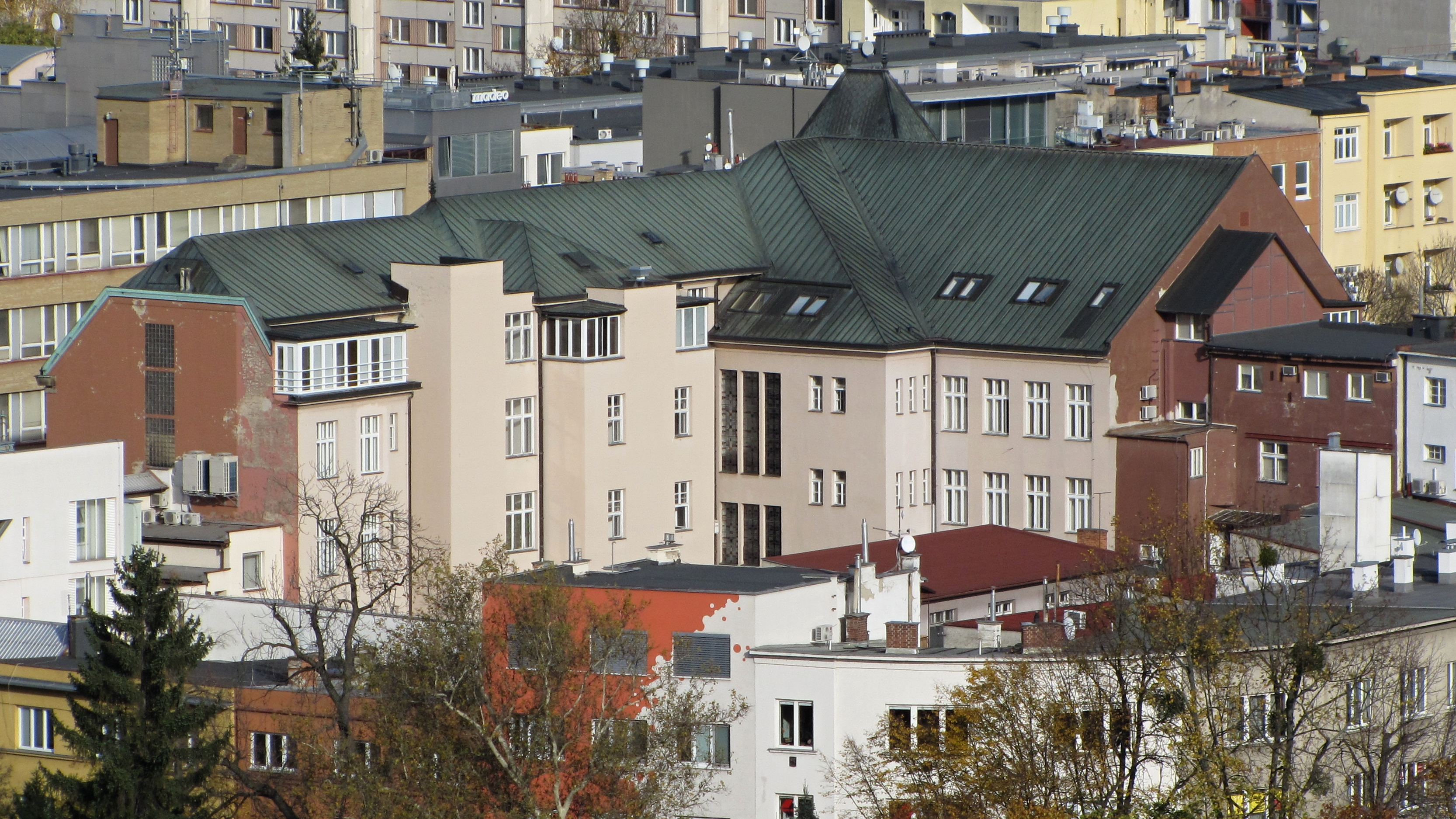
Zadní část radnice při pohledu z Baťova mrakodrapu

Nejstarší zmínka o zlínské radnici je z roku 1569. Jednalo se o jednopatrovou budovu na západní straně náměstí. Znovu byla postavena v roce 1586 v renesančním slohu. Jedno její křídlo sloužilo jako zájezdní hostinec.
V roce 1920 byla vypsána soutěž na novostavbu zlínské radnice. Vítězným se stal návrh zlínského rodáka architekta Františka Gahury. Původní radnice vyhořela 27. srpna 1921. O rok později byl položen základní kámen nové radnice, která byla dokončena v roce 1923. Do dnešní podoby byla radnice dostavěna v letech 1936–1937, kdy došlo k její přístavbě v Bartošově ulici.

Dílem architekta a sochaře Františka Gahury je i socha kováře na severní straně budovy.